# Xploding Plastix
Xploding Plastix – zespół muzyczny, tworzony przez dwóch artystów pochodzących z Oslo w Norwegii. Ich muzykę można nazwać mieszanką acid-jazzu, electrofunku i big beatu.

## Dyskografia
- 2000 Treat me mean, I need the reputation 7"
- 2001 Doubletalk EP 12"
- 2001 Behind the Eightball CDEP
- 2001 Amateur Girlfriends Go Proskirt Agents CD/LP
- 2002 Plastic Surgery LP 3 Sampler side A 12"
- 2003 The Benevolent Volume Lurkings EP
- 2003 The Donca Matic Singalongs CD/LP
- 2004 The Rebop By Proxy EP
- 2008 Treated Timber Resists Rot CD/LP
- 2010 Devious Dan EP

## Nagrody i wyróżnienia
| Rok  | Kategoria   | Tytułem                                | Nagroda          | Nota      | Źródło |
| ---- | ----------- | -------------------------------------- | ---------------- | --------- | ------ |
| 2001 | Elektronika | Amateur Girlfriends Go Proskirt Agents | Spellemannprisen | Nominacja | [ 1 ]  |